# 35P/Herschel-Rigollet
Pour les articles homonymes, voir Herschel et Rigollet.
35P/Herschel–Rigollet est une comète périodique d'une période orbitale de 155 ans.
Elle a été découverte par Caroline Herschel le 21 décembre 1788, redécouverte le 28 juillet 1939 par Roger Rigollet.